# 卡塔琳娜·伦施
卡塔琳娜·伦施（德語：Katharina Rensch，1964年10月7日—），德国女子竞技体操运动员。她曾代表东德参加1980年夏季奥林匹克运动会体操比赛，获得女子团体全能铜牌。